# ISRC
ISRC, International Standard Recording Code, är en internationell standard för unik identifiering av ljudinspelningar och musikvideor, som definieras av ISO 3901.
Ett ISRC-nummer består av
- Två bokstäver för landet
- Tre bokstäver eller siffror för skivbolaget eller individen (kallas av Svenska Ifpi för bolagskod)
- De två sista siffrorna i årtalet för produktionen
- Fem siffror som är serienumret

IFPI har huvudansvaret för tilldelning av ISRC-nummer, men delar ut uppgiften att tilldela bolagskoder för ett visst land till något lokalt organ. Dessa ska sen i sin tur tilldela bolagskoder för sitt område både till skivbolag och individer. Normalt ska detta göras utan kostnad, men IFPI tillåter att nationella organ tar ett rimligt självkostnadspris.
Svenska IFPI ignorerar dock i de internationella reglerna och beviljar ISRC-koder till individer endast "i undantagsfall [..] i avvaktan på bolagsbildning".
Bolagskoden väljs idag slumpmässigt och återspeglar inte bolagsnamnet.